# Амбургер, Эрик
Э́рик А́мбургер (нем. Erik Amburger; 22 июля (4 августа) 1907, Санкт-Петербург — 6 ноября 2001, Хойхельхайм) — немецкий историк.

## Биография
Родился на Васильевском острове, сын врача Николая-Александра и Герды (урождённой Шотлендер) Амбургеров. В 1920 году с семьёй через Ревель перебрался в Германию. Учился в Гейдельбергском и Берлинском университетах, в 1933 г. защитил в последнем диссертацию «Россия и Швеция в 1762—1772 гг.: Екатерина II, шведская конституция и „мир на севере“» (нем. Rußland und Schweden 1762—1772: Katharina II., die schwedische Verfassung und die Ruhe des Nordens; издание 1934, переиздание 1965). В связи с наличием еврейских корней не получил преподавательской работы в Третьем Рейхе, работал личным помощником у историка Карла Штелина. В 1939 г. был призван в армию, воевал на Восточном фронте, затем находился в советском плену. После Второй мировой войны жил сперва в Восточном Берлине, в 1953 г. перебрался в Западный Берлин, в дальнейшем преподавал в Гиссенском и Марбургском университетах.

## Научная работа
Специалист преимущественно по истории Германии и России, а также по российским немцам. Автор монографий:
- «Преобразование иностранных имён в русские в новейшее время» (нем. Die Behandlung ausländischer Vornamen im Russischen in neuerer Zeit; Майнц, 1953),
- «История российских органов власти от Петра Великого до 1917 года» (нем. Geschichte der Behördenorganisation Russlands vom Peter dem Grossen bis 1917; Лейден, 1966),
- «История протестантизма в России» (нем. Geschichte des Protestantismus in Russland, Штутгарт, 1961),
- «Образовательная политика в Центральной и Восточной Европе: научные общества, академии и высшие школы в XVIII и начале XIX вв.» (нем. Wissenschaftspolitik in Mittel- und Osteuropa: wissenschaftliche Gesellschaften, Akademien und Hochschulen im 18. und beginnenden 19. Jahrhundert; Берлин, 1976),
- «Ингерманландия: Новая русская провинция в сфере влияния Санкт-Петербурга» (нем. Ingermanland: Eine junge Provinz Russlands im Wirkungsbereich der Residenz- und Weltstadt St. Petersburg-Leningrad; 1980).

Составил биографические словари членов Берлинской Академии наук (нем. Die Mitglieder der deutschen Akademie der Wissenschaften zu Berlin, 1700-1950; 1950) и российских пасторов лютеранской церкви (нем. Die Pastoren Der Evangelischen Kirchen Russlands: Vom Ende Des 16. Jahrhunderts Bis 1937; 1998). Написал историю собственного рода на протяжении его 150-летнего существования в России (нем. Deutsche in Staat, Wirtschaft Und Gesellschaft Russlands: Die Familie Amburger in St. Petersburg, 1770-1920; 1986).
Обширную картотеку персональных сведений об иностранцах, живших и работавших в России — Картотеку Амбургера, завещал Институту Восточной Европы (нем. Osteuropa-Institut) в Регенсбурге; в настоящее время доступна оцифрованная часть картотеки (нем.).